# برون (فرنسا)
برون (بالفرنسية: Bron )‏ هي بلدية في فرنسا، تقع في رون، وإزار، هي عاصمة canton of Bron ‏، بلغ عدد سكانها 38,746 نسمة وذلك حسب إحصائيات سنة 2013، تبلغ مساحتها 10.3 كيلومتر مربع، رمزها البريدي هو 69500.

## الموقع
تشترك في الحدود مع:
- فولكس أون فيلين
- Chassieu [الإنجليزية]‏
- سانت بريست
- فيلوربان
- فينيسيو
- ليون.

## مدن توأم
المدن التوأم:
- غريما
- Cumbernauld [الإنجليزية]‏.

## أعلام
- إريك بولا
- ماريز باستي
- أندريه ليرون
- سيرج روبرت
- نيكولاس بويديبويس
- بيريك فالديفيا
- بيير روبي